# Теодор Рузвельт молодший
Теодор Рузвельт молодший (англ. Theodore Roosevelt, Jr.; 13 вересня 1887, Коув-Нек, Нью-Йорк — 12 липня 1944, Нормандія) — американський політичний та військовий діяч, бригадний генерал армії США. Кавалер медалі Пошани. Старший син Президента США Теодора Рузвельта від другого шлюбу.